# Rydasjön
Rydasjön är en sjö i Sävsjö kommun i Småland och ingår i Lagans huvudavrinningsområde. Sjön har en area på 0,697 kvadratkilometer och ligger 204 meter över havet. Sjön avvattnas av vattendraget Lillån (Degerå).

## Delavrinningsområde
Rydasjön ingår i det delavrinningsområde (634877-142427) som SMHI kallar för Utloppet av Rydasjön. Medelhöjden är 213 meter över havet och ytan är 3,57 kvadratkilometer. Räknas de 13 delavrinningsområdena uppströms in blir den ackumulerade arean 177,11 kvadratkilometer. Lillån (Degerå) som avvattnar avrinningsområdet har biflödesordning 3, vilket innebär att vattnet flödar genom totalt 3 vattendrag innan det når havet efter 221 kilometer. Delavrinningsområdet består mestadels av skog (60 procent). Avrinningsområdet har 0,69 kvadratkilometer vattenytor vilket ger det en sjöprocent på 19,3 procent.